# Acrometopia wahlbergi
Acrometopia wahlbergi är en tvåvingeart som först beskrevs av Zetterstedt 1846.  Acrometopia wahlbergi ingår i släktet Acrometopia och familjen markflugor. Arten är reproducerande i Sverige. Inga underarter finns listade i Catalogue of Life.